# Top Channel
Top Channel — албанский коммерческий телеканал, начал вещание 30 июля 2001. Штаб-квартира канала находится в Тиране. С сентября 2003 года Top Channel транслируется со спутника в Европе (DigitAlb) и Северной Америке (Home2US). В 2006 году станция получила 60% аудитории страны, а в 2008 — 50%. Самый популярный телеканал Албании.
Программы Top Channel включают в себя широкий спектр шоу, выпуски новостей, социальных и экономических программ и развлечений (кино, спорт).